# Šestá křížová výprava
Šestá křížová výprava (v němčině známa jako Kreuzzug Friedrichs II., tj. křížová výprava Fridricha II.) bylo vojenské tažení římsko-německého císaře Fridricha II. Štaufského, uskutečněné v letech 1228–1229. Ke křížové výpravě se císař zavázal již roku 1215, ale do Egypta k páté křížové výpravě se osobně nakonec nedostavil. Vnitropolitické záležitosti a spory s papeži jej zdržovaly na Sicílii, až nakonec roku 1225 přislíbil papeži Honoriu III., že do dvou let vytáhne na Východ.
Německé loďstvo v srpnu 1227 skutečně ze Sicílie vyrazilo, ale Fridrich se kvůli nemoci po cestě zdržel, za což jej Řehoř IX., který Fridricha podezříval, že výpravu chce opět odložit, exkomunikoval. Fridrich papežův verdikt ignoroval a když se uzdravil, pokračoval v cestě do Palestiny. Císařova exkomunikace však měla na výpravu neblahé následky; obrovská německá armáda, která dorazila do Palestiny, posléze odmítla následovat exkomunikovaného císaře. Rovněž palestinští baroni, templáři a johanité se od Fridricha odvrátili. Pouze Řád německých rytířů zůstal císaři věrný.
Fridrichovým protějškem se stal egyptský sultán al-Kámil. Fridrich, který se kvůli exkomunikaci nacházel ve složitém postavení vůči domácím baronům, nechtěl v Palestině vést dlouhou válku a dal přednost diplomacii. Al-Kámil měl napjaté vztahy se svými příbuznými, kteří vládli Sýrii, a proto byl jednání přístupný. Fridrichovi se nakonec podařilo pro Jeruzalémské království získat rozsáhlá území v palestinském vnitrozemí (včetně samotného Jeruzaléma. Fridrich se tam sám korunoval jeruzalémským králem a ještě vyjednal desetileté příměří. Jeho úspěchy však nenašly odezvu ani u papeže, ani u křižáckých baronů. Fridrich opustil Palestinu roku 1229, křižácké Zámoří upadlo do chaosu občanských válek a když vypršelo příměří vyjednané Fridrichem, muslimové rychle galilejské vnitrozemí dobyli zpět. Padl také Jeruzalém a křižákům už se nepodařilo dobýt ho zpět.

## Před výpravou
Císař Svaté říše Římské Fridrich II. se snažil zúčastnit již předchozí páté křížové výpravy. Účast mu v ní zakázal nejprve papež Inocenc III. a poté i jeho nástupce Honorius III. Oba papežové se obávali, že by Fridrich získal příliš velkou moc. Proto se Fridrich rozhodl zorganizovat vlastní křížovou výpravu, bez povolení papeže. Tato příležitost se mu naskytla poté, co byl roku 1220 korunován na římského císaře a upevnil svou moc jak v Německu, tak ve vzpurných italských městech.
Roku 1225 se Fridrich oženil s Jolandou Jeruzalémskou, (dcerou Jana z Briennu a Marie z Montferratu). Svatbou s touto dědičkou jeruzalémského trůnu na něj měl nyní císař dobře podložený nárok. Chtěl stagnující království zachránit, dobýt Turky držený Jeruzalém a dát se korunovat jeho králem.

## Průběh

Cesta šesté křížové výpravy

Novým papežem se v roce 1227 stal Řehoř IX. Císař Fridrich se svou armádou vyplul z italského Brindisi do Svaté země, avšak po příjezdu do Akkonu tam jeho výpravu stihla morová epidemie, a to donutilo císaře k návratu zpět do Itálie. Papež toho rychle využil a prohlásil, že Fridrich zbaběle zanechal křížové výpravy, načež ho exkomunikoval. Císař v Itálii upevnil svou moc, poté ignoroval papeže a i přes jeho protesty vyplul do Sýrie.
Při plavbě se tentokrát zastavil na Kypru, kde došlo k rozporu mezi ním a kyperským šlechticem Janem z Ibelinu. Císař Janovi odebral jeho lenní panství na pevnině – město Bejrút. Tím si Fridrich znepřátelil významný šlechtický rod Ibelinů. V září roku 1228 císař doplul do Akkonu. V hlavním městě království panovaly na nového krále rozdílné názory. Fridrich byl podporován svou armádou a také Řádem německých rytířů působícím v Akkonu. Naopak proti novému vladaři se stavělo duchovenstvo v čele s patriarchou Geraldem z Lausange, jenž měl od papeže svůj postoj jasně přikázaný. A jakmile dorazily zprávy o císařově exkomunikaci, odvrátilo se od něj i veřejné mínění prostých obyvatel. Zvláštní bylo postavení templářů a johanitů. Tyto řády sice neposkytovaly Fridrichovi přímou vojenskou pomoc, podporovaly ho však materiálně. Jeruzalémští baroni ho zpočátku nadšeně vítali, avšak poté, co se dozvěděli o jeho zacházení s majetkem Jana z Ibelinu, byli více ostražití a nedůvěřiví.

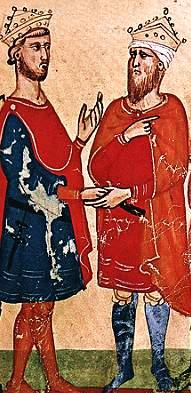
Císař Fridrich II. (vlevo) a sultán al-Kámil

Císař shromáždil v Akkonu svou armádu. Jeho armáda však byla v porovnání s těmi, které bojovaly v předchozích výpravách, jen pouhou hrstkou. Friedrichovi bylo jasné, že úspěchu může dosáhnout jedině vyjednáváním. Postupem se svým vojskem směrem na jih k Jeruzalému chtěl vyděsit sultána Al-Kámila, který, jak doufal, by poté přistoupil na smlouvu, která by křesťanům vydala Jeruzalém a pás pobřeží kolem něj.
Sultán byl tímto jeho troufalým pokusem zaskočen a zastrašen. Navíc byl právě zaměstnán se svým vojskem v Damašku, kde potlačoval vzpouru, proto k smlouvě přistoupil. Smlouva byla podepsána 18. února 1229. Kromě Jeruzaléma padly do Fridrichových rukou také města Jaffa, Sidon, Nazaret a Betlém. Muslimskou podmínkou ve smlouvě bylo, že jim v Jeruzalémě bude ponechána Chrámová hora s mešitou Al-Aksá.
V muslimských rukou zůstaly hrady v Zajordánsku a navíc Jeruzalém měl silně poškozené hradby ještě po minulé křížové výpravě, proto bylo ihned jasné, že po vypršení domluveného příměří svaté město znovu padne do rukou muslimů.
Nicméně 17. března 1229 vjel Fridrich slavnostně do svatého města. Druhého dne se dal korunovat na krále Jeruzaléma. Jeruzalémský patriarcha Gerald z Lausagne tuto korunovaci okamžitě prohlásil za neplatnou. Fridrichův syn Konrád II. Jeruzalémský, který se narodil v roce 1228, však již po otci zdědil právoplatný titul.

## Důsledky výpravy

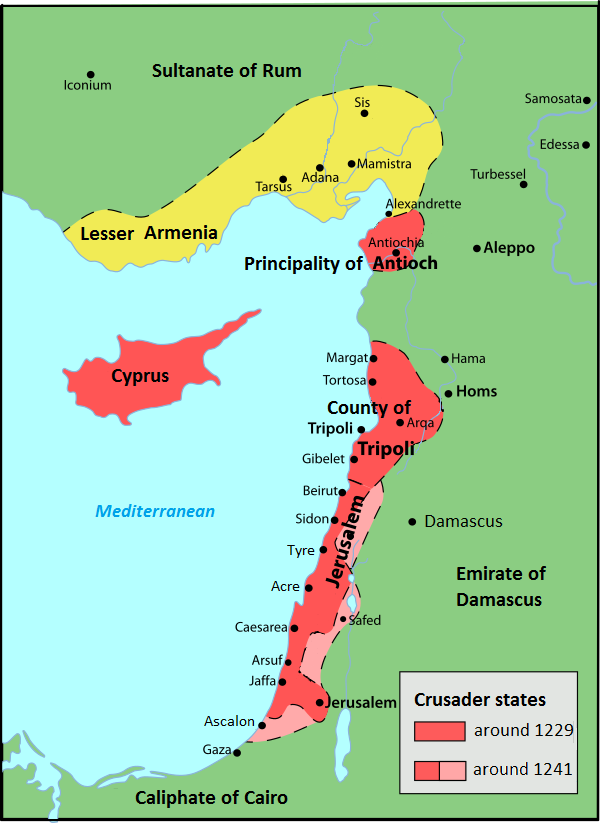
Křižácké státy po šesté křížové výpravě

Šestá křížová výprava byla tedy nad očekávání úspěšná. Bez jakéhokoliv boje padlo křesťanům, i když jen dočasně, do rukou svaté město. Fridrich ukázal, že i bez papežského svolení lze dosáhnout při křížové výpravě úspěchu. Tím značně podlomil papežovu autoritu.
Dohodnutý mír trval do roku 1239. Po jeho uplynutí byl Jeruzalém v roce 1244 obsazen chórezmskými oddíly ve službách Turků.